# Malassezia furfur

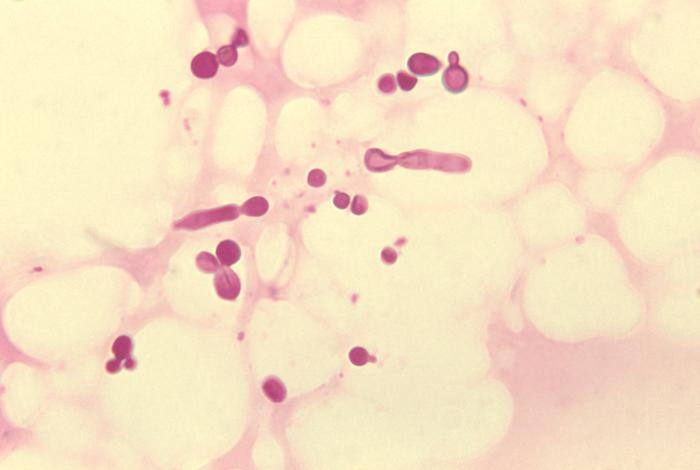
Malassezia furfur isolato dalle squame della pelle di un paziente con pitiriasi versicolor.

Malassezia furfur, in precedenza denominato Pityrosporum ovale, è un fungo normalmente presente nella flora cutanea di oltre il 90% degli esseri umani adulti. Si tratta di un lievito in grado di comportarsi da patogeno opportunista e la sua presenza è considerata importante nell'eziologia di patologie cutanee come la pitiriasi versicolor e la dermatite seborroica.

## Crescita
Cresce rapidamente, raggiungendo la maturazione in 5 giorni alla temperatura di 30-37 °C; la crescita diviene più lenta alla temperatura di 25 °C. Si nutre di acidi grassi a lunga catena, sostanze di cui il sebo è molto ricco.

## Morfologia
Le fialidi di Malassezia furfur hanno dimensioni 1,5-4,5 x 2,0-6,5 μm, con piccolo collaretto all'estremità, assumendo la caratteristica forma "a barbapapà".

## Patologia
Malassezia furfur è normalmente un commensale; diviene in grado di comportarsi da patogeno in seguito a una sua iperproliferazione (dovuta ad esempio ad eccessiva o alterata produzione di sebo, o alla eccessiva umidità di certe zone corporee) o in pazienti immunodepressi. È principalmente noto per il suo ruolo eziopatogenetico nella dermatite seborroica e nella pitiriasi versicolor, infezione cutanea che si presenta con macchie ipocromiche, desquamazione e irritazione.
Altre manifestazioni patologiche associabili a Malassezia furfur sono follicoliti, sepsi da cateterismo in seguito a somministrazione endovena di lipidi con possibilità di sviluppo di polmonite, peritonite in pazienti in dialisi peritoneale continua. Più raramente il lievito è stato riscontrato in casi di artrite settica, mastite, sinusite e ostruzione del dotto lacrimale.